# 王吸
王吸，一作王昅，西漢開國功臣，「十八列侯」之一。

## 生平
早年以中涓身份追隨劉邦，自豐邑開始。劉邦率軍至霸上接受秦王子嬰投降，任王吸為騎郎將。
后劉邦封為漢王，追隨劉邦至漢中。楚漢相爭時，漢王元年（前207年），奉劉邦命與將領薛歐，率兵出武關接應王陵，順便接劉太公、呂后於沛縣，因西楚霸王項羽出兵阻止，未能得手。以將軍的身份攻擊項羽有功，賜爵清陽侯，食邑三千一百戶。死後，諡號「定」。